# Czarni Słupsk
Le Czarni Słupsk (ou Energa Czarni Słupsk), est un club polonais de basket-ball issu de la ville de Słupsk. Le club appartient à la Dominet Bank Ekstraliga soit le plus haut niveau du championnat polonais.

## Entraîneurs successifs
- 1999-2000 :  Jerzy Chudeusz
- 2001 :  Tadeusz Aleksandrowicz
- 2001-2002 :  Alaksandr Krucikau
- 2002-2004 :  Tadeusz Aleksandrowicz
- 2005-2008 : / Ihar Hryščuk
- 2008-2009 :  Gašper Okorn
- 2009-2010 :  Igors Miglinieks
- 2010-2012 :  Dainius Adomaitis
- 2013-2014 :  Andrej Urlep
- 2014-2015 :  Dejan Mijatović
- 2015-2016 :  Donaldas Kairys
- 2016-2017 :  Roberts Štelmahers
- 2017-2018 :  Marek Łukomski
- 2018- :  Mantas Česnauskis

## Joueurs célèbres ou marquants
- Zdravko Radulović